# Kirill Pogrebnyak
Bản mẫu:Eastern Slavic name
Kirill Viktorovich Pogrebnyak (tiếng Nga: Кирилл Викторович Погребняк; sinh ngày 27 tháng 6 năm 1992) là một hộ công bóng đá người Nga. Anh thi đấu cho F.K. Baltika Kaliningrad.

## Sự nghiệp
Pogrebnyak ra mắt chuyên nghiệp cho Tom Tomsk vào ngày 17 tháng 7 năm 2011 trong trận đấu tại Cúp quốc gia Nga trước Metallurg-Oskol.
Anh ghi bàn thắng đầu tiên cho câu lạc bộ vào lưới Sibir Novosibirsk vào ngày 1 tháng 9 năm 2012. It was Pogrebnyak's equaliser that led Tom Tomsk to the penalty shootout where they won 4-3.
Ngày 3 tháng 8 năm 2013, Pogrebnyak chuyển đến FC Fakel Voronezh.

## Đời sống cá nhân
Anh là em trai của Pavel Pogrebnyak và anh em sinh đôi với Nikolai Pogrebnyak.